# Mariahoeve en Marlot
Mariahoeve en Marlot is een wijk in de Nederlandse stad Den Haag, onderdeel van stadsdeel Haagse Hout. Villapark Marlot behoort tot de buurten met de hoogste inkomens in de stad.
De wijk grenst aan de wijken Bezuidenhout en Haagse Bos.
De wijk bestaat uit de buurten:
- Burgen en Horsten (buurtnummer 69)
- Landen (buurtnummer 61)
- Kampen (buurtnummer 67)
- Marlot (buurtnummer 68)

## Geschiedenis
Diagonaal door het gebied van de wijk liep van 1908 tot 1953 het tracé van de spoorlijn Rotterdam Hofplein - Scheveningen. Langs het gebied reed tussen 1924 en 1959 de Haagse stadstram over de Bezuidenhoutseweg weg naar de Zijdelaan naast Marlot. Bij de Carel Reinierszkade lagen rond 1930 de ijsbanen van de Haagse IJsclub. Op de hoek bij de Bezuidenhoutseweg, aan de andere kant van die kade, lag de uitspanning Overbosch met een speeltuin. Dwars over het weidegebied, waarop de wijk is aangelegd, ongeveer ter hoogte van de Roggekamp/Reigersbergerweg liep de Loolaan van het Kleine Loo naar het Grote Loo in Voorburg. Naast het Kleine Loo lag aan de Bezuidenhoutseweg tot in de jaren vijftig van de 20e eeuw de windhondenrenbaan Marlot. Langs de Bezuidenhoutseweg lagen vanaf Huis ten Bosch de boerderijen Mariëndaal, Veelust, Mariahoeve, Zuidwerf en Hofzicht.

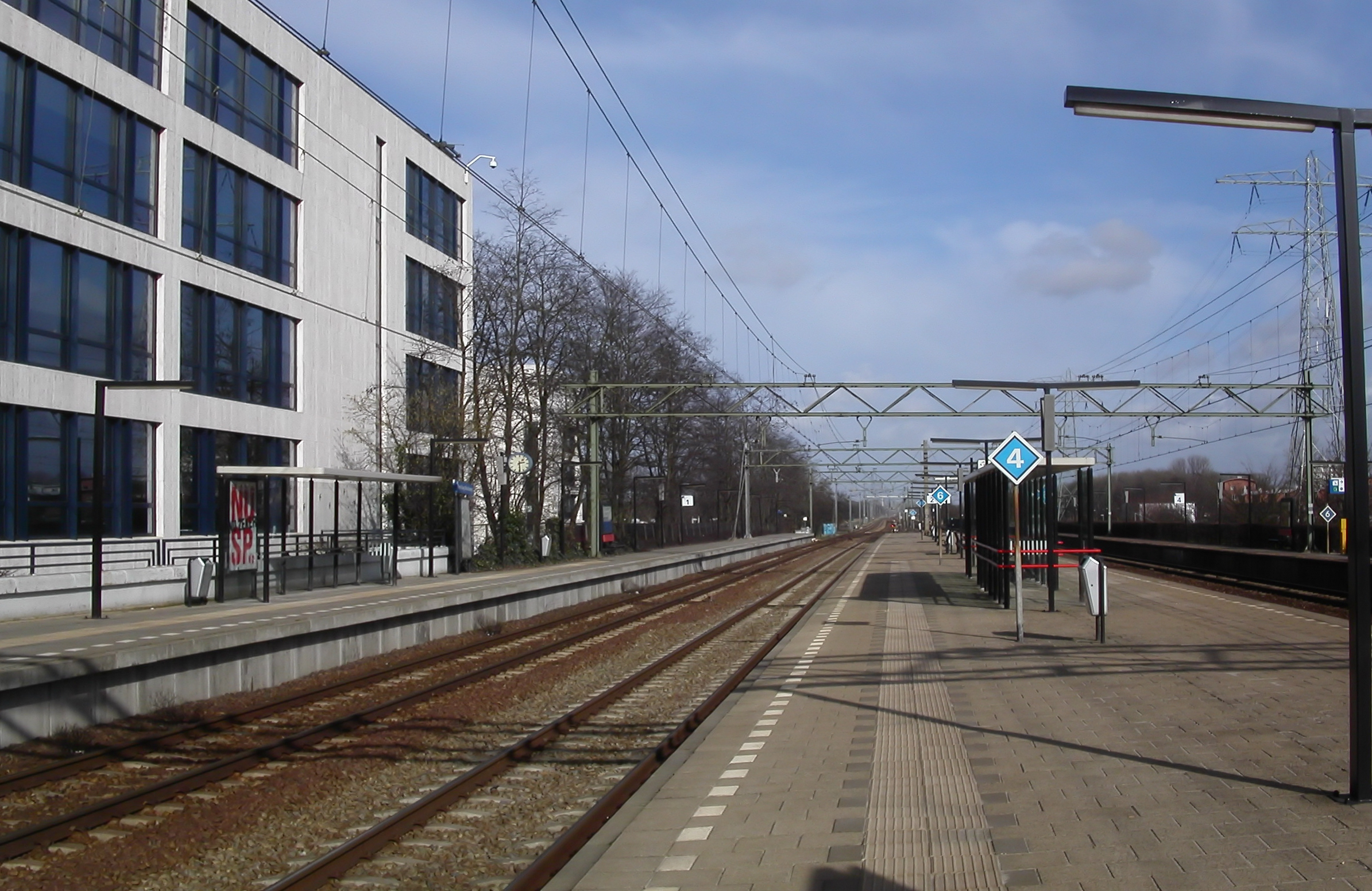
Station Mariahoeve

Plannen voor deze wijk zijn al gemaakt ver voor de Tweede Wereldoorlog, door onder andere de (stads)architect Dudok. Vanwege de problemen die de spoorlijn gaf voor een goede wijkontwikkeling gebeurde er voor de Tweede Wereldoorlog niets. Pas in 1957 werd het Uitbreidingsplan Mariahoeve goedgekeurd, nadat de spoorlijn in 1953 was opgeheven en F. van der Sluys in 1954 een schetsontwerp had gemaakt. Reigersbergen kwam in dit plan niet voor en bleef een open groengebied.
De eerste paal voor de aanleg van de nieuwe wijk werd geslagen op 29 mei 1958. De 'kleine huisjes' aan de Boekweitkamp zijn de eerst gebouwde woningen.
Mariahoeve heeft een rechthoekige hoofdstructuur met een viertal wijkontsluitende wegen, waarvan in de meeste gevallen de rijbanen door groenstroken zijn gescheiden. De wijk wordt op deze wijze in zes buurten verdeeld. Deze hebben als gemeenschappelijk kenmerk een groene kern met aan de noordoostzijde flats in vier lagen en aan de westzijde eengezinswoningen. In vijf van deze groenkernen staan overhoeks geplaatste flatgebouwen van twaalf lagen, een school en buurtwinkelcentrum. De middelste buurten hebben een wijkpark of een sportterrein.
In 1966 werd aan de spoorlijn Den Haag - Leiden het station Den Haag Mariahoeve geopend. Rond het station en in een gedeelte van de strook tussen de wijk en de spoorlijn heeft in de jaren tachtig en negentig intensieve kantorenbouw plaatsgevonden.
Tramlijn 4 over de Bezuidenhoutseweg naar Marlot, die langs de toekomstige woonwijk liep zonder de mogelijkheid die te bedienen, werd in 1959 vervangen door buslijn 4 die dat wel kon. De eerste 'moderne' tramlijn in de wijk was lijn 6:  in 1961 tot Hofzichtlaan, in 1966 tot station Mariahoeve en in 1971 tot Leidschendam-noord. Het bleef de enige tramlijn in deze wijk, al heeft periodiek ook lijn 7 er gereden volgens dezelfde route als lijn 6.
Op 7 december 2024 kwam Mariahoeve landelijk in het nieuws door een zware explosie in een flat aan de Tarwekamp, waarbij zes doden vielen.

## Naamgeving
De naam van de wijk herinnert aan de boerderij Mariahoeve. Van de straatnamen, die samengesteld zijn uit meisjesnamen en het woord land zegt men wel dat zij naar de koeien van die boerderij vernoemd zijn of naar de zusters van de laatste boer. Een aardige verklaring, maar helaas niet waar. De schrijver F. Bordewijk is betrokken geweest bij deze straatnaamgeving. Evenals bij die van de andere straatnamen. Zo zijn er straten met namen van granen met het achtervoegsel kamp, b v. Gerstkamp, of inwoners van landen met als achtervoegsel burg, bijvoorbeeld Hongarenburg en edelstenen met als achtervoegsel horst, zoals Saffierhorst.
Dwars door de wijk liggen de grote straten die herinneren aan de buitenplaatsen die daar gelegen hebben, Het Kleine Loo en de Reigersbergerweg of aan boerderijen, zoals de Hofzichtlaan.
Mariahoeve wordt door Hagenezen ook wel uitgesproken als "Maria ho-eve".